# Télescope Isaac-Newton
Cet article concerne le télescope de l'observatoire du Roque de los Muchachos. Pour un article sur les télescopes de type Newton, voir Télescope de Newton.
Le télescope Isaac-Newton est un télescope de type Cassegrain en fonction à l'observatoire du Roque de los Muchachos (La Palma, îles Canaries). Il possède un miroir primaire de diamètre 2,54 m et de focale 8,36 m, pour une masse de 4 361 kg. Le poids total du télescope est d'environ 90 tonnes. 
Aujourd'hui, il est surtout utilisé avec la Wide Field Camera. Cet instrument, mis en service en 1997, contient quatre capteurs photographiques et a un champ de vue d'environ 0,5 degré carré. L'autre instrument principal utilisé par ce télescope est un spectrographe de dispersion intermédiaire, récemment réintroduit.

## Histoire

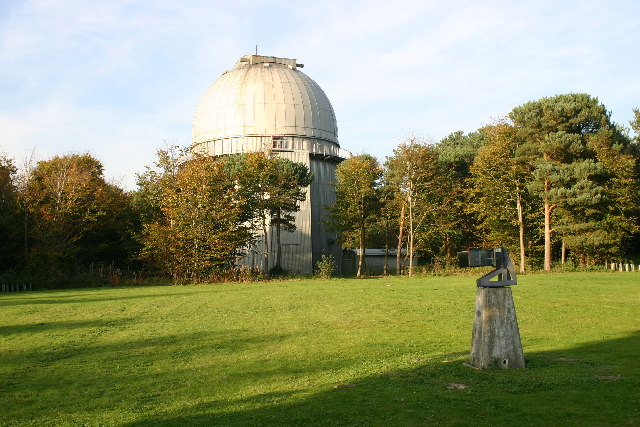
Coupole du télescope au château de Herstmonceux.

Le télescope a été inauguré en 1967 par la reine Élisabeth II. Initialement situé au château de Herstmonceux, dans le Sussex (Angleterre), et constituant de l'Observatoire royal de Greenwich, il fut déplacé à La Palma en 1979 en raison de la pollution lumineuse. Il a vu sa seconde première lumière en 1984, avec une caméra vidéo,.

## Les plus grands télescopes optiques en 1967
| # | Nom / Observatoire                                                               | Image | Ouverture         | Altitude               | Première Lumière | Note                              |
| - | -------------------------------------------------------------------------------- | ----- | ----------------- | ---------------------- | ---------------- | --------------------------------- |
| 1 | Télescope Hale Observatoire du Mont Palomar                                      |       | 200 pouces 508 cm | 1 713 m (5620 pieds)   | 1949             |                                   |
| 2 | Télescope C. Donald Shane (en) Observatoire Lick                                 |       | 120 pouces 305 cm | 1 283 m (4209 pieds)   | 1959             |                                   |
| 3 | Shajn 2,6 m (Crimée 102 inch) Observatoire d'astrophysique de Crimée             |       | 102 pouces 260 cm | 600 m (1969 pieds)     | 1961             |                                   |
|   | Télescope Isaac Newton Observatoire du Roque de los Muchachos (1980-aujourd'hui) |       | 100 pouces 254 cm | 2 396 m* (7,860 pieds) | 1984             | *Altitude à ORM (1984-)           |
| 4 | Télescope Hooker Observatoire du Mont Wilson                                     |       | 100 pouces 254 cm | 1 742 m (5715 pieds)   | 1917             | Inactif de 1986 à 1992            |
| 5 | Télescope Isaac Newton Observatoire royal de Greenwich (1967-1979)               |       | 98 pouces 249 cm  |                        | 1965             | Château de Herstmonceux (1967-79) |
| 6 | Télescope KPNO 2,1 m Observatoire de Kitt Peak                                   |       | 83 pouces 211 cm  | 2,070 m 6791 pieds     | 1964             |                                   |
| 7 | Télescope Otto Struve Observatoire McDonald                                      |       | 82 pouces 208 cm  | 2 070 m (6791 pieds)   | 1939             |                                   |